# Darrell Armstrong
Darrell Eugene Armstrong (Gastonia, 22 de junho de 1968) é um ex-jogador norte-americano profissional de basquete, que atuou por 14 temporadas na National Basketball Association (NBA). Atualmente, ele é assistente técnico do Dallas Mavericks e conquistou o título da NBA na temporada de 2010-11.

## Primeiros anos
Darrell Eugene Armstrong nasceu em Gastonia, Carolina do Norte e se formou na Ashbrook High School de Gastonia em 1986. Em Ashbrook, Armstrong foi um punter e wide receiver no time de futebol americano e começou a jogar basquete em seu último ano. Posteriormente, Armstrong frequentou a Fayetteville State University, uma faculdade da Divisão II da NCAA em Fayetteville, Carolina do Norte, parte da conferência Central Intercollegiate Athletic Association (CIAA), e ingressou no time de futebol americano como placekicker. Armstrong jogou futebol americano nas temporadas de 1986 e 1987 e chutou dois field goals de 48 jardas, recorde da universidade. Em 1988, ele se juntou ao time de basquete da Fayetteville State e jogou três temporadas. Em sua última temporada (1990-91), Armstrong disputou 24 jogos e teve médias de 16,4 pontos, 3,6 rebotes e 4,7 assistências. Ele foi campeão do Concurso de Enterradas da CIAA em 1990 e selecionado para a Primeira-Equipe da CIAA em 1991.

## Ligas menores e internacional
Armstrong não foi selecionado no draft da NBA de 1991 e iniciou sua carreira com o Atlanta Eagles (renomeado Trojans em 1994) da United States Basketball League (USBL) em 1991. Ele foi nomeado para a Equipe Defensiva da USBL por três temporadas consecutivas, de 1992 a 1994, foi selecionado para a Segunda-Equipe em 1992 e para a Primeira-Equipe em 1993 e 1994.
Em outubro de 1992, Armstrong assinou com o Capital Region Pontiacs da Continental Basketball Association (CBA). Mais tarde, ele jogou pelo South Georgia Blues da Global Basketball Association até que a equipe encerrou suas atividades em 1993. Após sua passagem pelos Blues, Armstrong retornou a Gastonia. Ele voluntariou-se como assistente técnico de basquete na Ashbrook High School e trabalhou no turno da noite em uma fábrica de fios.
Armstrong assinou com o AEK Larnaca do Chipre em 1993. Ele teve médias de 32,0 pontos e 8,0 assistências, conquistando o prêmio de Jogador do Ano.
Na temporada de 1994-95, Armstrong jogou pelo Ourense na Liga ACB da Espanha, onde teve médias de 24,6 pontos, 4,5 rebotes e 2,5 assistências.

## Carreira na NBA

### Orlando Magic
No final da temporada de 1994-95, Armstrong assinou com o Orlando Magic da NBA, jogando nos últimos 3 jogos da temporada regular e marcando 10 pontos em 8 minutos, incluindo uma espetacular enterrada com uma mão tarde em uma vitória fácil sobre o Indiana Pacers em seu segundo jogo. Na temporada de 1995-96, ele jogou apenas 41 minutos em 13 jogos, totalizando 42 pontos. Apesar dos minutos limitados, ele participou do Slam Dunk Contest de 1996. Ele ficou inativo após fevereiro daquela temporada.
Na sua primeira temporada completa no elenco em 1996-97, Armstrong disputou 67 jogos com média de 6 pontos em 15 minutos vindo do banco. Ele ganhou os prêmios de Sexto Homem do Ano da NBA e Jogador que Mais Evoluiu em 1999, sendo o primeiro jogador na história da NBA a ganhar ambos os prêmios simultaneamente. Em um jogo de 1999 contra o Philadelphia 76ers, Armstrong roubou um passe de saída e correu para a outra ponta da quadra para uma cesta decisiva quando o tempo expirou. Posteriormente, ele se tornou o armador titular do Magic. Sua temporada de destaque foi em 1999-00 quando ele teve médias de 16,2 pontos em 31 minutos.
Em 14 de fevereiro de 2001, Armstrong registrou 22 pontos e uma marca pessoal de 16 assistências na vitória por 114-101 sobre o Los Angeles Clippers.
Durante seus nove anos em Orlando, a equipe nunca teve uma temporada com mais derrotas do que vitórias, chegando aos playoffs sete vezes.
Em 7 de julho de 2003, Armstrong foi preso após um incidente fora de uma casa noturna em Orlando. Ele foi posteriormente acusado de resistir à prisão e agredir um policial, mas o caso foi eventualmente arquivado.

### New Orleans Hornets
Durante a temporada de 2003, Armstrong assinou com o New Orleans Hornets como agente livre.

### Dallas Mavericks
Em 3 de dezembro de 2004, Armstrong foi negociado pelos Hornets para o Dallas Mavericks em troca de Dan Dickau e uma escolha de segunda rodada do draft. Em 19 de dezembro de 2005, ainda com os Mavericks, Armstrong foi multado em US$1.000 por pegar um microfone antes de um jogo dos Mavericks contra o Minnesota Timberwolves no American Airlines Center e gritar "How 'bout those Redskins!" Apenas algumas horas antes, o Dallas Cowboys haviam sido derrotados pelo Washington Redskins por 35-7. Armstrong, que cresceu na Carolina do Norte, era fã dos Redskins.

### Indiana Pacers
Após aparecer nas Finais da NBA de 2006 com os Mavericks, Armstrong foi trocado para o Indiana Pacers em julho de 2006 em troca do armador Anthony Johnson. Armstrong foi dispensado pelos Pacers em 1º de outubro de 2007.

### New Jersey Nets
Após ser dispensado pelos Pacers, Armstrong assinou com o New Jersey Nets. Ele disputou 50 jogos na temporada de 2007-08 com médias de 2,5 pontos em 11,0 minutos.

## Perfil do jogador
Apesar de sua altura mais baixa, Armstrong tinha a habilidade de enterrar a bola. Ele acidentalmente completou uma bandeja reversa durante o Slam Dunk Contest de 1996, que foi considerada a pior enterrada na história da competição por Kenny Smith. Como resultado, ele ficou em último lugar no concurso e nunca mais foi convidado para competir novamente.

## Carreira de treinador
Em 26 de janeiro de 2009, o Dallas Mavericks contratou Armstrong para ser assistente técnico de desenvolvimento de jogadores. Armstrong ajudou a equipe técnica a guiar os Mavericks para a conquista do título da NBA em 2011.

## Estatísticas da NBA

### Temporada regular
| Ano      | Equipe      | PJ  | PT  | MPJ  | AP   | 3P   | LL    | RT  | AS  | BR  | TO | PPJ  |
| -------- | ----------- | --- | --- | ---- | ---- | ---- | ----- | --- | --- | --- | -- | ---- |
| 1994–95  | Orlando     | 3   | 0   | 2.7  | .375 | .333 | 1.000 | .3  | 1.0 | .3  | .0 | 3.3  |
| 1995–96  | Orlando     | 13  | 0   | 3.2  | .500 | .500 | 1.000 | .2  | .4  | .5  | .0 | 3.2  |
| 1996–97  | Orlando     | 67  | 0   | 15.1 | .383 | .304 | .868  | 1.1 | 2.6 | .9  | .1 | 6.1  |
| 1997–98  | Orlando     | 48  | 17  | 25.8 | .411 | .368 | .854  | 3.3 | 4.9 | 1.2 | .1 | 9.2  |
| 1998–99  | Orlando     | 50* | 15  | 30.0 | .441 | .365 | .904  | 3.6 | 6.7 | 2.2 | .1 | 13.8 |
| 1999–00  | Orlando     | 82  | 82* | 31.6 | .433 | .340 | .911  | 3.3 | 6.1 | 2.1 | .1 | 16.2 |
| 2000–01  | Orlando     | 75  | 75  | 36.9 | .412 | .355 | .884  | 4.6 | 7.0 | 1.8 | .2 | 15.9 |
| 2001–02  | Orlando     | 82  | 79  | 33.3 | .419 | .349 | .888  | 3.9 | 5.5 | 1.9 | .1 | 12.4 |
| 2002–03  | Orlando     | 82  | 23  | 28.7 | .409 | .336 | .878  | 3.6 | 3.9 | 1.6 | .2 | 9.4  |
| 2003–04  | New Orleans | 79  | 22  | 28.4 | .395 | .315 | .854  | 2.9 | 3.9 | 1.7 | .2 | 10.6 |
| 2004–05  | New Orleans | 14  | 9   | 29.4 | .333 | .243 | .905  | 3.4 | 4.6 | 1.1 | .1 | 10.1 |
| 2004–05  | Dallas      | 52  | 7   | 11.1 | .305 | .268 | .830  | 1.3 | 2.2 | .6  | .1 | 2.3  |
| 2005–06  | Dallas      | 62  | 2   | 10.0 | .336 | .229 | .786  | 1.3 | 1.4 | .4  | .1 | 2.1  |
| 2006–07  | Indiana     | 81  | 4   | 15.7 | .414 | .336 | .785  | 1.7 | 2.4 | .9  | .1 | 5.6  |
| 2007–08  | New Jersey  | 50  | 2   | 11.0 | .364 | .333 | .667  | 1.3 | 1.5 | .6  | .0 | 2.5  |
| Carreira | Carreira    | 840 | 337 | 20.8 | .395 | .331 | .867  | 2.3 | 3.6 | 1.1 | .1 | 8.1  |

### Playoffs
| Ano      | Equipe      | PJ | PT | MPJ  | AP   | 3P   | LL    | RT  | AS  | BR  | TO | PPJ  |
| -------- | ----------- | -- | -- | ---- | ---- | ---- | ----- | --- | --- | --- | -- | ---- |
| 1997     | Orlando     | 5  | 0  | 28.6 | .476 | .333 | .846  | 4.2 | 3.4 | 1.6 | .2 | 11.4 |
| 1999     | Orlando     | 4  | 4  | 40.8 | .370 | .375 | 1.000 | 5.0 | 6.3 | 2.2 | .0 | 14.8 |
| 2001     | Orlando     | 4  | 4  | 41.8 | .378 | .368 | .923  | 5.5 | 4.8 | 2.0 | .5 | 13.3 |
| 2002     | Orlando     | 4  | 4  | 39.5 | .476 | .235 | .810  | 2.8 | 3.3 | 1.2 | .0 | 15.3 |
| 2003     | Orlando     | 7  | 1  | 32.3 | .455 | .333 | .909  | 2.4 | 3.7 | .9  | .0 | 9.4  |
| 2004     | New Orleans | 7  | 0  | 21.4 | .235 | .200 | 1.000 | 2.1 | 2.3 | .9  | .0 | 3.4  |
| 2005     | Dallas      | 9  | 0  | 7.3  | .500 | .250 | .000  | .4  | 1.0 | .3  | .2 | 2.0  |
| 2006     | Dallas      | 11 | 0  | 4.3  | .200 | .000 | 1.000 | .6  | .2  | .3  | .1 | .7   |
| Carreira | Carreira    | 51 | 13 | 27.0 | .386 | .261 | .811  | 2.8 | 3.1 | 1.1 | .1 | 8.7  |